# Legio XVII
Die Legio XVII war eine der drei Römischen Legionen, die im Jahr 9 n. Chr. in der Varusschlacht vernichtet wurden.
Die Einheit wurde wahrscheinlich um 41/40 v. Chr. unter Octavian während des Bürgerkrieges aufgestellt und war wohl nicht mit der Legio XVII Classica des Marcus Antonius identisch. Auch ein Bezug zu den Bürgerkriegslegionen Caesars und Pompeius’, die beide über eine 17. Legion verfügten, ist nur hypothetisch.
Vielleicht war die Legion nach der Schlacht von Actium (31 v. Chr.) in Aquitanien stationiert, bevor sie um 15 v. Chr. an die Rheinfront, möglicherweise ins Elsass, verlegt wurde. Später erfolgte eine weitere Verlegung an den Niederrhein. Seit dieser Zeit hatte die Legion ihr Winterlager vermutlich in Vetera (Xanten), Oberaden und/oder Haltern. In Germania magna nahm die Legio XVII an den Germanienfeldzügen des Drusus (13–9 v. Chr.) und Tiberius (8 v. Chr.–5 n. Chr.) teil, die im Jahr 5 n. Chr. erfolgreich abgeschlossen wurden.
Tiberius führte 6 n. Chr. mindestens acht Legionen (Legio VIII Augusta und Legio XV Apollinaris aus Pannonia, Legio XX Valeria Victrix aus Illyricum, Legio XXI Rapax aus Raetia, Legio XIII Gemina, Legio XIV Gemina und Legio XVI Gallica aus Germania superior und eine unbekannte Einheit) von Süden gegen Marbod, den Markomannenkönig, während die Legio I Germanica, Legio V Alaudae, Legio XVII, Legio XVIII und Legio XIX von Norden anmarschierten. Das stellte die Hälfte des gesamten Militärpotentials der Römer zu der Zeit dar. Kurz nach Beginn des Feldzugs im Frühjahr des Jahres 6 brach Tiberius ihn wieder ab, als er die Nachricht vom Pannonischen Aufstand erhielt. Allerdings schloss Tiberius noch einen Freundschaftsvertrag mit Marbod, um sich vollkommen auf die schwere Aufgabe in Pannonien zu konzentrieren.
Zusammen mit der XVIII. und XIX. Legion wurde sie in der Clades Variana (Varusschlacht) 9 n. Chr. vernichtet. Die Aquila (Legionsadler) der Legion wurde von Germanicus im Jahr 16 n. Chr. von den Marsern wiedergewonnen.
Von der Legio XVII ist kein schriftliches Dokument erhalten, vielleicht mit Ausnahme eines unscheinbaren militärischen Anhängers aus Helellum südlich von Argentoratum (Straßburg).